# Inayatullāh Khan
Inayatullāh Khān (pashtu: عنايت الله خان; Kabul, 20 ottobre 1888 – Tehran, 12 agosto 1946) è stato il sovrano dell'Afghanistan dal 14 al 17 gennaio 1929.

## Biografia

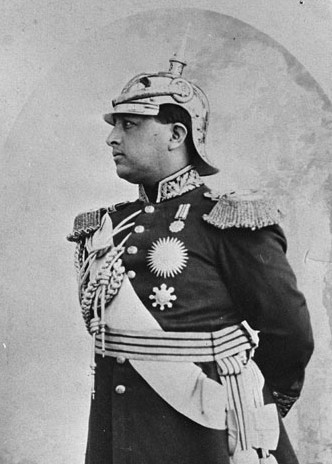
Il giovane principe Inayatullah in uniforme

Figlio secondogenito dell'emiro Habibullah Khan e fratello minore di Amanullah Khan, Inayatullah regnò per appena tre giorni nel 1929, abdicando in conseguenza agli eventi politici locali.
Durante il regno di suo padre venne nominato maresciallo dell'esercito nel 1905 e ministro dell'istruzione dell'Afghanistan nel 1916. Fu inoltre presidente del tribunale della polizia di stato. Nel corso della prima guerra mondiale, Inayatullah fu tra i sostenitori dei gruppi radicali intenzionati ad opporsi all'influenza inglese sul paese. Nel 1915 e nuovamente nel 1916, supportò la spedizione Niedermayer-Hentig organizzata dagli imperi centrali.
Dopo la morte di Habibullah nel 1919, suo fratello maggiore divenne re. In precedenza, Inayatullah aveva riconosciuto Nasrullah Khan come legittimo emiro e per questo insieme al fratello minore venne tenuto lontano dagli ambienti di potere. Inayatullah venne inoltre imprigionato per breve tempo, ma fu liberato da suo fratello.
Il 14 gennaio 1929, di notte e in segreto, Amanullah Khan cedette il trono a suo fratello Inayatullah Khan e tentò di fuggire da Kabul verso Kandahar a bordo della sua Rolls Royce, inseguito da Habibullāh Kalakāni e dai suoi oppositori a cavallo.
Con la partenza del re, Kalakani scrisse una lettera al nuovo sovrano Inayatullah intimandogli di arrendersi o prepararsi alla guerra. Inayatullah rispose di non aver mai chiesto di diventare re e di essere d'accordo ad abdicare e a riconoscere fedelmente Kalakani come nuovo sovrano il 18 gennaio 1929. Inayatullah venne prelevato a Kabul da un aereo della Royal Air Force e trascorse il resto della sua vita in esilio. Nell'agosto del 1929, durante la guerra civile afghana del 1928-1929, vi furono delle voci secondo le quali Inayatullah sarebbe potuto tornare al trono, ma poi non avvenne niente. Inayatullah rimase poi in Iran sino alla sua morte,  avvenuta a Tehran nel 1946.

## Matrimonio e figli

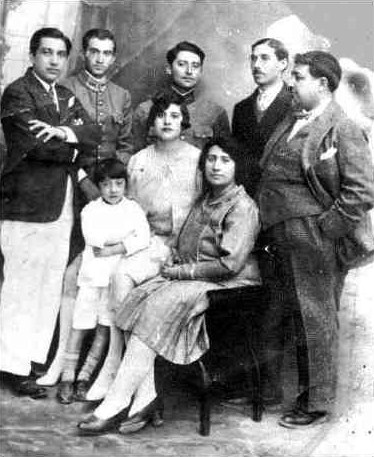
Inayatullah con la sua famiglia

Inayatullah e sua moglie Khariya (figlia di Mahmud Tarzi) ebbero i seguenti figli: Khalilullah Seraj (n. 1910), Ruhullah Seraj (1911-1913), Zaynab Seraj, Mastura Seraj, Humaira Seraj, Hamidullah Enayat Seraj (n. c. 1923), Roqya Seraj (n. 1918), Hamida Seraj (n. 1920), Khayrullah Enayat Seraj (n. 1921), Esmatullah Enayat Seraj (n. 1922), Latifa Seraj (n. 1923), Anisa Seraj (n. 1924), Nafisa Seraj (n. 1925).